# Théo Pellenard
Théo Pellenard (Lille, 4 de março de 1994) é um futebolista francês que atua como zagueiro e lateral-esquerdo. Atualmente é jogador do Laval.

## Carreira

### Bordeaux
Théo Pellenard começou a carreira no Bordeaux. Estreou pelo time em 12 de dezembro de 2013, substituindo Sessi D'Almeida aos 75 minutos em uma partida da Liga Europa contra o Maccabi Tel Aviv. Ele fez sua estreia na Ligue 1 em 15 de dezembro de 2013 em uma vitória em casa por 2-1 contra o Valenciennes, jogando o jogo completo como lateral-esquerdo.
Em agosto de 2015, Pellenard se juntou ao Paris FC, recém-chegado à Ligue 2, em um contrato de empréstimo de uma temporada. Ele marcou em sua primeira partida pelo clube contra o Brest.

### Angers
Em 31 de janeiro de 2019, no último dia da janela de transferências de inverno de 2018-19, Pellenard mudou-se para o rival da liga do Bordeaux, Angers, em uma transferência gratuita. Ele assinou um contrato de 1,5 ano. Pellenard finalmente deixou o Angers depois que seu contrato com o clube expirou em 2020.[carece de fontes?]

### Valenciennes
Em 28 de outubro de 2020, Pellenard se juntou ao Valenciennes, da Ligue 2, em um contrato de um ano.

### Auxerre
Em 15 de Junho de 2021, Pellenard troca o Valenciennes pelo Auxerre, em uma duração de contrato não comunicada.

## Títulos

#### Auxerre
- Ligue 2: 2023-24[9]